# Mountain Brook
Mountain Brook es una ciudad del sureste del condado de Jefferson, Alabama, y un suburbio de Birmingham. De acuerdo con estimados de la Oficina del Censo 2005, la población de la ciudad es 20 821. Mountain Brook es una ciudad especialmente rica en el área metropolitana de Birmingham y apareció en varias listas de las comunidades más ricas de Estados Unidos. Mountain Brook es bien conocida por ser la ciudad más rica del estado de Alabama.
Mountain Brook fue desarrollada originalmente en 1929 por el desarrollador local Robert Jemison como una subdivisión residencial extensivA, y se incorporó el 24 de mayo de 1942. Los planes, con sede en Boston por el arquitecto paisajista Warren H. Manning, llamado por muchas empresas de bienes a lo largo de sinuosas carreteras escénicas y denso desarrollo comercial centrada en tres "aldeas" datos conocidos como Village en Inglés , Mountain Brook Village y Villa Crestline. Reservas naturales en las laderas protegidas adyacentes de la zona de expansión urbana y caminos de herradura creado una red de recreo en el desarrollo.
Mountain Brook se refiere a menudo como "el pequeño reino" debido a su reputación como un enclave para la élite de la zona y la disparidad de riqueza entre éste y la ciudad de Birmingham donde casi un cuarto de la población vive por debajo del umbral de la pobreza, según el censo de datos.
Mountain Brook es la ciudad natal de los actores Wayne Rogers, Kate Jackson y Courteney Cox, el ex quarterback de los Empacadores de Green Bay Bart Starr, y Natalee Holloway, un joven graduada en una de sus escuelas de secundaria que desapareció durante un viaje de graduación a Aruba el 30 de mayo de 2005, en un el caso fatal en el que hay muchas personas implicadas.